# Havrania
Havrania (1130 m) – drugi co do wysokości szczyt w grupie Sielnickich Wierchów w Górach Choczańskich w Centralnych Karpatach Zachodnich na Słowacji. Bliźniaczy szczyt położonej ok. 900 m na zachód Magury Luczańskiej – najwyższego szczytu tej grupy, od którego oddziela ją kształtna, bezleśna przełęcz nie sięgająca poziomicy 1000 m.
Stanowi formalnie zwornik dla wspomnianej Magury Luczańskiej oraz położonej dalej na południe Plieški (977 m), ku której opada garbatym, zalesionym grzbietem. W kierunku północnym natomiast z jej szczytu opada łagodnie grzbiet ku szerokiemu siodłu, pokrytemu polanami, za którym wznosi się już Ostroň (1105 m) w wododziałowym grzbiecie Orawy i Wagu. Stoki wschodnie opadają ku Dolinie Sesterskiej.
Havrania zbudowana jest z osadowych skał węglanowych. Stoki południowe, a zwłaszcza wschodnie są strome, poprzecinane w górnych partiach kilkoma pasami wapiennych ścian, turni i mniejszych skałek.
Na Havranią nie prowadzi żaden znakowany szlak turystyczny. Jest ona praktycznie całkowicie zalesiona i (poza wierzchołkami niektórych turni) nie oferuje szerszych widoków, przez co jest rzadko odwiedzana przez turystów.